# Theo James
Theodore Peter James Kinnaird Taptiklis, känd som Theo James, född 16 december 1984 i Oxford, är en brittisk skådespelare och producent. Han är främst känd som Tobias "Four" Eaton i filmen Divergent.

## Bakgrund och familj
Theo James föddes i Oxford, son till Jane (född Martin) och Philip Taptiklis. Hans föräldrar fick sammanlagt fem barn varav Theo var den yngsta. James farfar var av grekisk härkomst.
James studerade vid Aylesbury Grammar School och tog examen från University of Nottingham. Han påbörjade sedan sin skådespelarkarriär vid Bristol Old Vic Theatre School.

## Karriär
James gjorde sin TV-debut i A Passionate Woman, där han spelade mot Billie Piper. Därefter såg man honom som diplomaten Kemal Pamuk i ett avsnitt av Downton Abbey. Sedan fick han huvudrollen som Jed Harper i TV-serien Bedlam, och medverkade i filmatiseringen av John Braines bok Plats på toppen. Åren därpå syntes han i filmerna Du kommer att möta en lång mörk främling, The Domino Effect, The Inbetweeners och Underworld: Awakening. 2012 spelade han som Aidan Harper i ITV-programmet Case Sensitive. 2013 fick han huvudrollen i Golden Boy. En TV-serie som bara varade i en säsong.
James fick sitt stora genombrott som en av huvudrollerna i filmen Divergent. Han kommer reprisera sin roll som Tobias "Four" Eaton i uppföljarna Insurgent och Allegiant.

## Privatliv
I augusti 2018 gifte sig James med den irländska skådespelerskan Ruth Kearney.

## Filmografi (i urval)

### Film
| År   | Titel                                    | Roll                | Anmärkning |
| ---- | ---------------------------------------- | ------------------- | ---------- |
| 2010 | Du kommer att möta en lång mörk främling | Ray                 |            |
| 2011 | The Inbetweeners Movie                   | James               |            |
| 2012 | Underworld: Awakening                    | David               |            |
| 2012 | The Domino Effect                        | Partygäst           |            |
| 2014 | Divergent                                | Tobias "Four" Eaton |            |
| 2014 | Franny                                   | Luke                |            |
| 2015 | London Fields                            | Guy Clinch          |            |
| 2015 | Insurgent                                | Tobias "Four" Eaton |            |
| 2015 | Underworld: Next Generation              | David               |            |
| 2016 | Allegiant                                | Tobias "Four" Eaton |            |
| 2016 | War on Everyone                          | Lord James Mangan   |            |
| 2016 | Underworld: Blood Wars                   | David               |            |
| 2016 | The Secret Scripture                     | Father Gaunt        |            |
| 2018 | How It Ends                              | Will                |            |
| 2025 | The Monkey                               | Hal / Bill          |            |

### TV
| År   | Titel              | Roll                      | Anmärkning |
| ---- | ------------------ | ------------------------- | ---------- |
| 2010 | A Passionate Woman | Alex "Craze" Crazenovski  |            |
| 2010 | Downton Abbey      | Kemal Pamuk               | 1 avsnitt  |
| 2011 | Bedlam             | Jed Harper                | 6 avsnitt  |
| 2012 | Case Sensitive     | Aidan Harper              | 2 avsnitt  |
| 2012 | Room at the Top    | Jack Wales                | 2 avsnitt  |
| 2013 | Golden Boy         | Walter William Clark, Jr. |            |
| 2019 | Sanditon           | Sidney Parker             | 8 avsnitt  |
| 2022 | The White Lotus    | Cameron Sullivan          | 7 avsnitt  |